# Петрифайд-Форест
Национальный парк Пе́трифа́йд-Фо́рест (англ. «Petrified Forest» — «Окаменелый лес») — один из национальных парков США. Расположен в штате Аризона, между городами Навахо и Холбрук. Представляет собой одно из самых крупных мест нахождения окаменелых деревьев, большая часть которых принадлежат к виду Araucarioxylon arizonicum (из отдела хвойных). Делится на две территории — северную и южную. На северной территории парка находится часть разноцветных бедлендов, образованных в триасовом периоде, называемых цветной пустыней. На южной территории располагаются многочисленные залежи окаменелой древесины, а также несколько петроглифов.

## Расположение
Национальный парк Петрифайд-Форест находится на границе округов Апач и Навахо на северо-востоке штата Аризона. Длина парка (с севера на юг) достигает примерно 48 км. Максимальная ширина северной территории — около 19 км, южная территория на некоторых участках достигает 6—8 км в ширину.
С запада на восток парк пересекают межштатная автомагистраль I-40 (бывшая US 66), железная дорога BNSF Railway и река Пуэрко. С севера на юг парк пересекает Парковая дорога, соединяющая I-40 на севере и US 180 на юге. Парковую дорогу пересекает множество служебных дорог. Ближайший крупный населённый пункт — город Холбрук — располагается примерно в 42 км к западу от парка.
Парк занимает обширную территорию в примерно 380 квадратных километров. На севере и северо-востоке парк граничит с нацией Навахо. Средняя высота парка — около 1700 м над уровнем моря. Максимальная высота — 1900 м, минимальная — 1630 м. Большинство из ручьёв парка (например, Литодендрон-Уош, Драй-Уош, Дэд-Уош и Найнмайл-Уош) впадает в реку Пуэрко. Ручьи Коттонвуд-Уош и Джим-Кемп-Уош, расположенные в южной части парка, впадают в реку Литтл-Колорадо.

## Геология

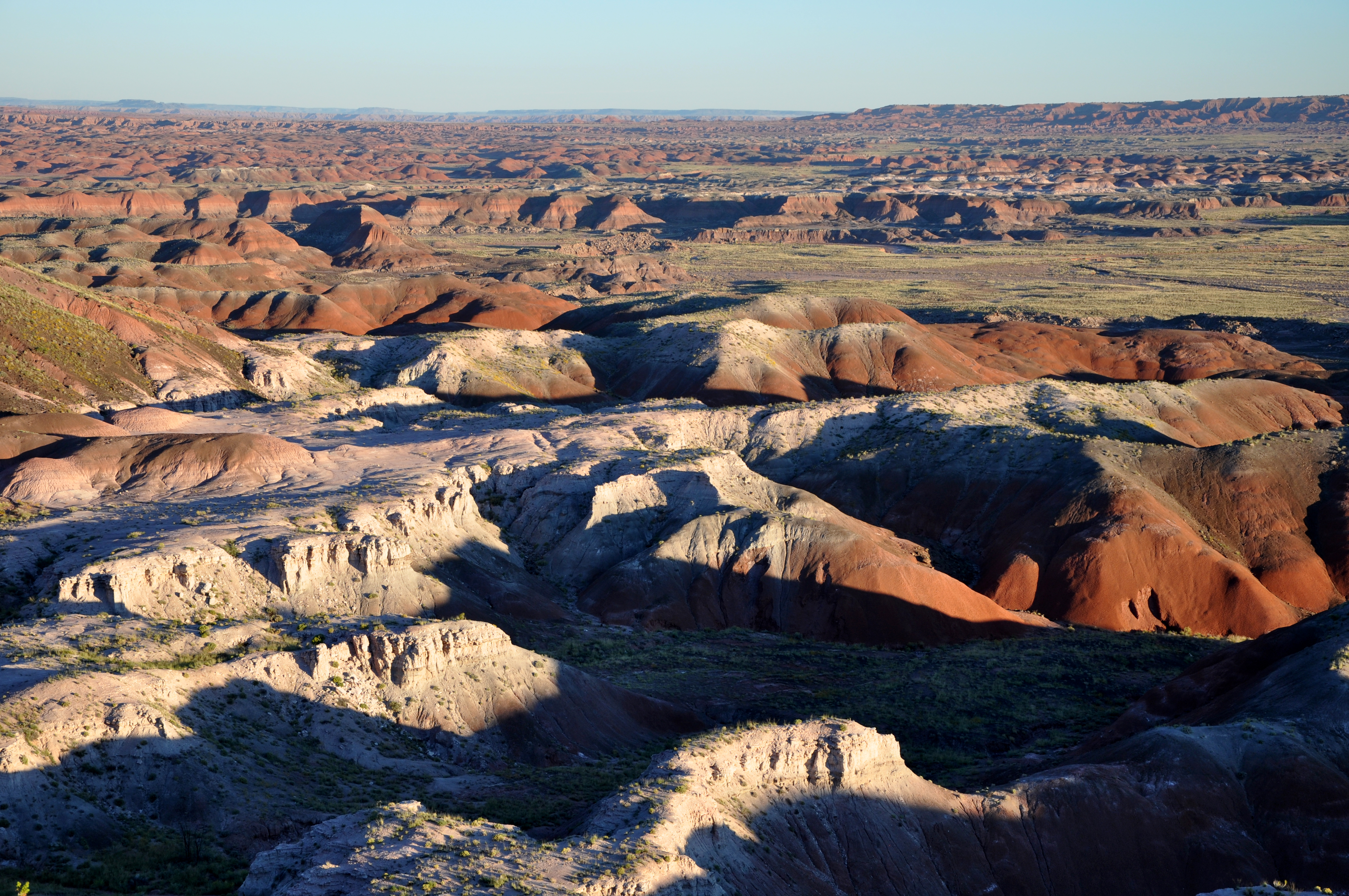
Цветная пустыня. Вид с пика Тава.

Национальный парк Петрифайд-Форест известен своими окаменелостями, особенно деревьями, которые росли на Земле около 225 миллионов лет назад, в конце триасового периода мезозойской эры. В то время регион, где теперь находится парк, располагался недалеко от экватора, в юго-западной части суперконтинента Пангеи и отличался влажным субтропическим климатом. Место, теперь являющееся северо-восточной частью Аризоны, было покрыто равниной, ограниченной горами на юге и юго-востоке и океаном на западе.
Окаменевшие деревья, благодаря которым парк получил своё название, находятся в породах формации Чинле. На территории парка толщина слоя этих пород достигает 240 м. Формация Чинле состоит из многих разных осадочных пород, в том числе глинистых, а также песчаника и известняка. Под действием воды и воздуха эти породы постепенно разрушаются до бедлендов, состоящих из скал, оврагов, столовых гор, останцов и пологих холмов. Бентонит, увеличивающийся в размере при намокании и уменьшающийся при высыхании, вызывает движение и растрескивание поверхности, что сильно затрудняет рост растений.
Около 60 миллионов лет назад тектонические движения литосферы начали приподнимать плато Колорадо, частью которого является Цветная пустыня. За длительное время плато поднялось до высоты в 3 тысячи метров над уровнем моря. Эрозия горных пород разрушила все отложения юрского, мелового и большей части третичного периодов. Таким образом, верхнетриасовые породы Чинле кое-где покрыты лишь тонким слоем отложений, образованных 4—8 миллионов лет назад.
4—8 миллионов лет назад большую часть северо-западной Аризоны покрывал крупный озёрный бассейн. Более старая часть отложений того времени состоит из ила, песка и глины. Более новая часть включает лаву и вулканический пепел от извергавшихся неподалёку вулканов. Хотя большая часть этих отложений разрушилась, небольшое их количество можно видеть в северной части парка.
В четвертичном периоде (начиная с 1,8 миллиона лет назад) песок и аллювий покрыли большую часть более ранних образований. На песчаных дюнах возрастом 10 000 лет имеется довольно многочисленная травянистая и другая растительность.

### Окаменелости

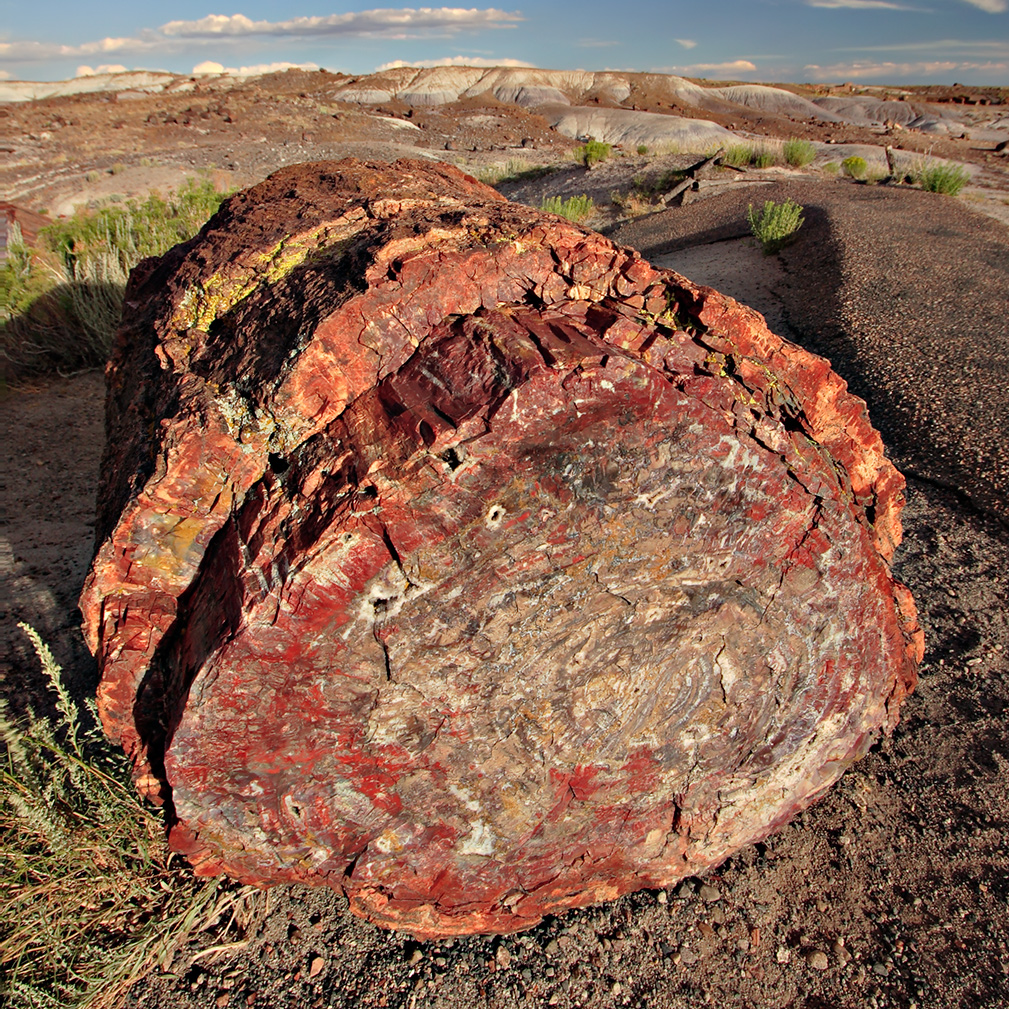
Окаменелое бревно в парке.

В конце триасового периода упавшие деревья периодически оказывались под затем разрушавшимся слоем осадочных пород, содержащим вулканический пепел. Органическая материя (древесина) в процессе окаменевания постепенно замещалась диоксидом кремния. Примесь оксидов железа придаёт окаменелым деревьям красную и оранжевую окраску.
Большая часть окаменевших деревьев сохранили свою общую форму, но потеряли клеточную структуру. Однако небольшая часть деревьев и большая часть костей животных её сохранила: их клетки заполнены минералами, но вполне различимы. Это позволяет изучать микроструктуру тканей давно вымерших животных и растений. Кроме того, в парке сохранились (в виде отпечатков) листья, семена, пыльца, споры и стебли растений, а также рыбы, насекомые и другие мелкие животные.
Большинство окаменелых деревьев парка принадлежат к виду Araucarioxylon arizonicum, в северной части парка также найдены окаменелости Woodworthia arizonica и Schilderia adamanica. Идентифицированы как минимум девять видов окаменелых деревьев. Кроме хвойных, в парке обнаружены окаменелости других растений: папоротников, плауновидных, саговников, гинкго и других растений. В породах формации Чинле есть более двух сотен видов растений.
На территории парка известны многочисленные окаменелости позвоночных (например, гигантские родственники современных крокодилов — фитозавры, крупные земноводные — коскинонодоны и ранние динозавры), а также беспозвоночных животных (моллюски, насекомые и другие).
Учёные американского Технологического университета Виргинии обнаружили в национальном парке Петрифайд-Форес отпечатки тел самых древних безногих позвоночных вида Funcusvermis gilmorei, обитавших на Земле примерно 220 млн лет назад, в конце триасовой эры. Это открытие отодвигает время появления безногих земноводных примерно на 35 млн лет в прошлое.

## История

### Доколумбова история

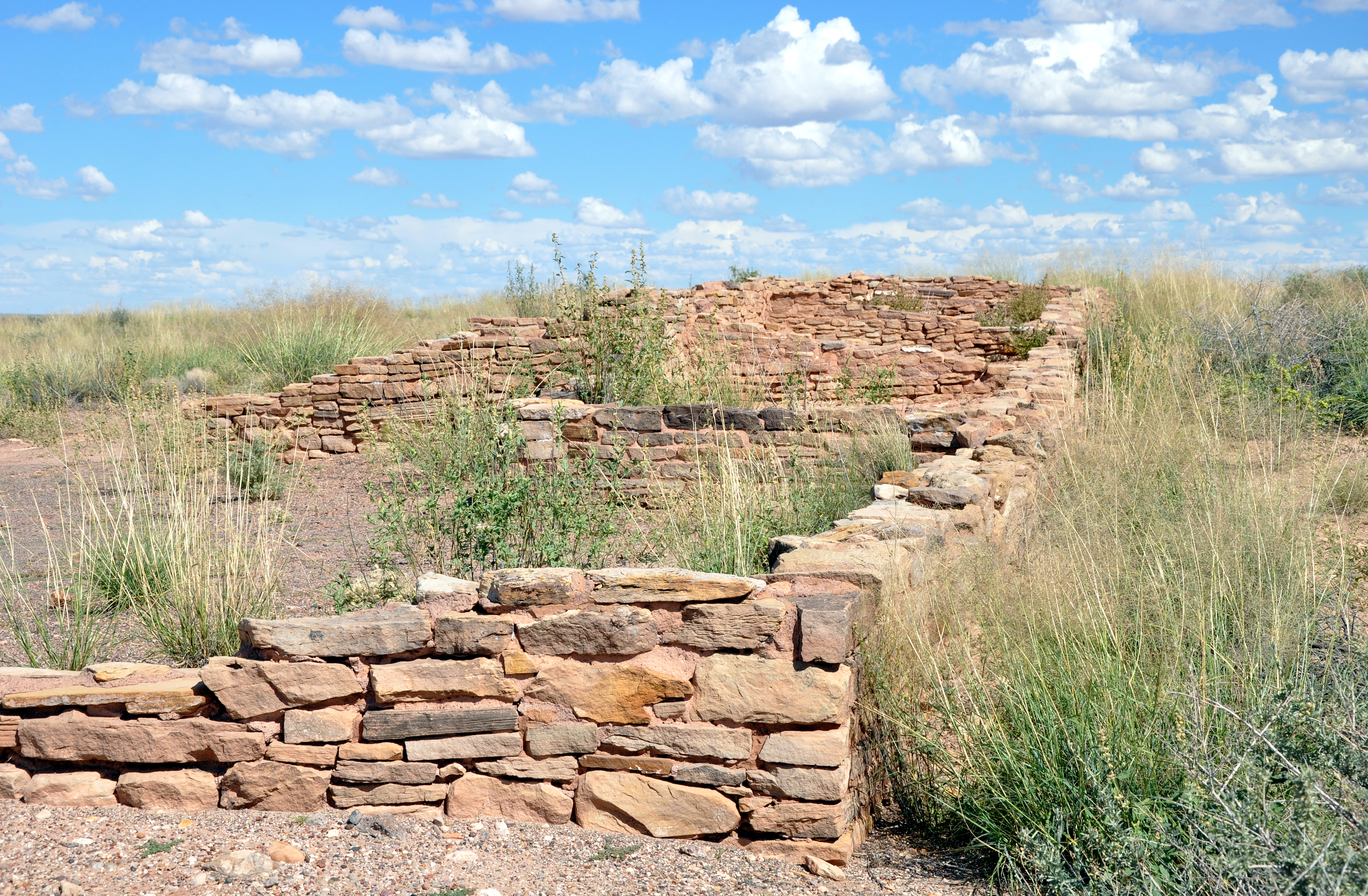
Развалины Пуэрко-Пуэбло — одного из больших домов.

На территории парка найдены два каменных наконечника для копий, созданные около восьми тысяч лет назад. Это говорит о том, что первые поселенцы появились на территории парка как минимум в это время. Между 6000 годом до н. э. и 1 годом н. э. территорию парка населяли группы людей, жившие в сезонных лагерях. Они охотились на некрупную дичь — кроликов, вилорогов и оленей и собирали семена злака Oryzopsis hymenoides и других растений и употребляли их в пищу. Начиная примерно с 150 года до н. э. они стали выращивать кукурузу в этом районе. Позднее они строили здесь дома и стали жить в них круглый год.

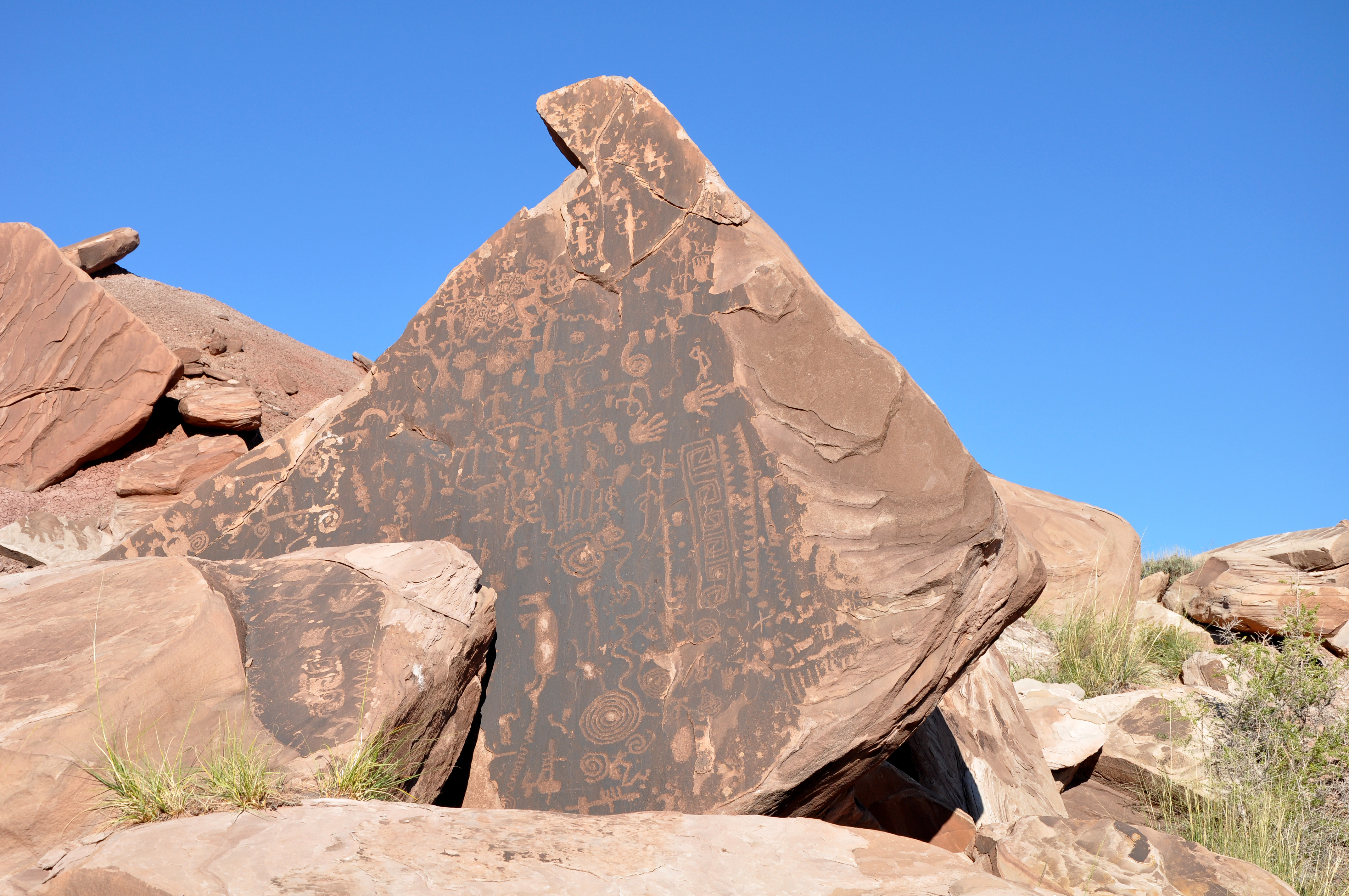
Петроглифы в национальном парке.

Первые фермеры — «корзинщики» — жили здесь с 1 по 800 годы н. э. Они жили в домах, располагавшихся в первую очередь на месах и других неприступных местах. Затем они стали заселять и более ровные места — основания скал и низменности с более пригодной для выращивания почвой. Между 750 и 900 годами климат этих мест ухудшился и многие «корзинщики» переселились в более пригодные для жизни места. Тогда здесь появилась новая группа людей, условно именуемая «строителями пуэбло». Они строили дома, располагавшиеся выше. Вероятно, у них были помещения, в которых можно было хранить пищу по несколько лет. Сначала, дома были небольшими, в них жило не более одной семьи, однако земля с каждым годом становилась беднее и к 1250 году большинство из них переселились в очень большие, близкие к рекам, пуэбло. В районе парка известны два таких пуэбло — Пуэрко, расположенный в центре парка и Стоун-Экс, располагающийся примерно в 1 км к востоку от него. Они состояли из примерно ста комнат, в каждую из которых можно было попасть лишь через ответстие в крыше. Однако, после засухи 1380 года жители Пуэрко покинули свой пуэбло. Между 900 и 1275 годами климат вновь переменился, на этот раз в лучшую сторону. В парке известно более двух сотен пуэбло.
В национальном парке, в частности в Пуэрко, также известны многочисленные петроглифы. Предполагается, что большая их часть создана 600—2000 лет назад.

### Европейцы и американцы на территории парка

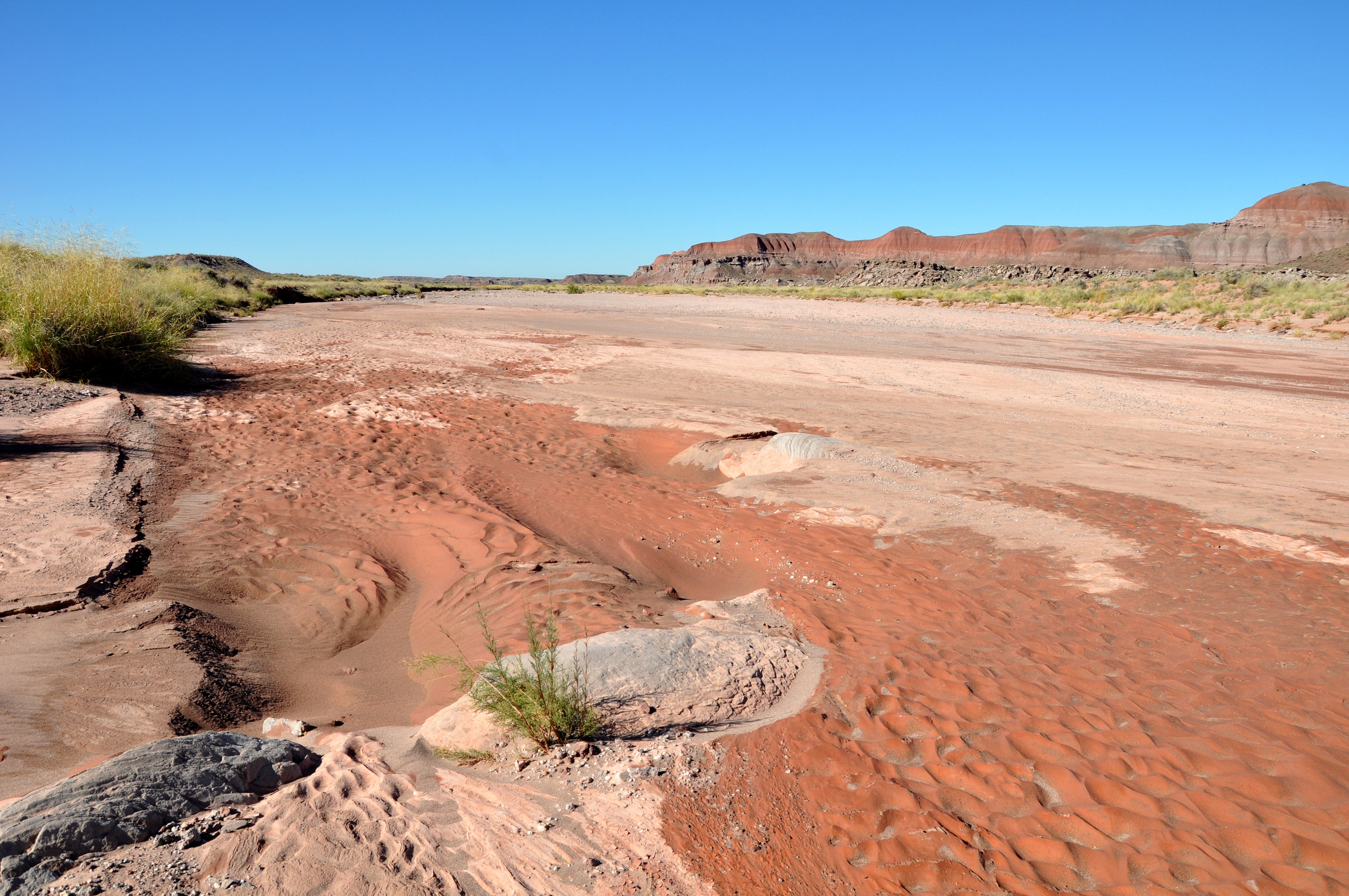
Литодендрон-Крик

В XVI—XVIII веках исследователи, искавшие путь между испанскими колониями, располагавшимися вдоль реки Рио-Гранде, прошли через или неподалёку от этой территории, которую они называли «El Disierto Pintado» — «Разукрашенной пустыней». Однако, первые надписи на испанском языке, найденные на территории национального парка, датируются лишь началом девятнадцатого века.
После того, как Аризона стала частью США, исследователи продолжали искать удобный путь с запада на восток вдоль тридцать пятой параллели. В 1853 году экспедиция под командованием лейтенанта армии США Эмиэля Уиппла, исследовала одну из балок. Уиппл был настолько поражён окаменелостями вокруг балки, что он назвал её «Lithodendron Creek» — «Ручьём каменных деревьев». Геолог Жюль Марку — участник экспедиции Уиппла — предположил, что окаменелости относятся к триасовому периоду.
В 1857—1860 годах неподалёку от тридцать пятой параллели была построена дорога. В качестве транспорта, на этой дороге экспериментально использовались верблюды. В XVIII веке фермеры, останавливавшиеся на территории парка, использовали его в качестве пастбища для скота и для вспашки. Пастбище располагалось на территории парка до середины XX века.
В XVIII веке неподалёку от 35 параллели была проложена Атлантическая и тихоокеанская железная дорога. Это привело к строительству таких городов, как Холбрук и Адамана. Позднее, вместо неё были проложены железные дороги ATSF, а затем и BNSF. US 66, бывшая трансконтинентальная автомагистраль, построенная в 1926 году и закрытая в 1985 году, проходила параллельно железной дороге. Позже её заменила автомагистраль I-40.
В 1919 году на территории парка был найден череп фитозавра. Он был отослан в палеонтологический музей города Беркли. В парке ведутся не только палеонтологические, но и археологические исследования. На его территории известно более 600 мест находок артефактов.
В декабре 1906 года Петрифайд-Форест был объявлен национальным монументом, а в 1962 году получил статус национального парка.